# Autonom undervattensfarkost

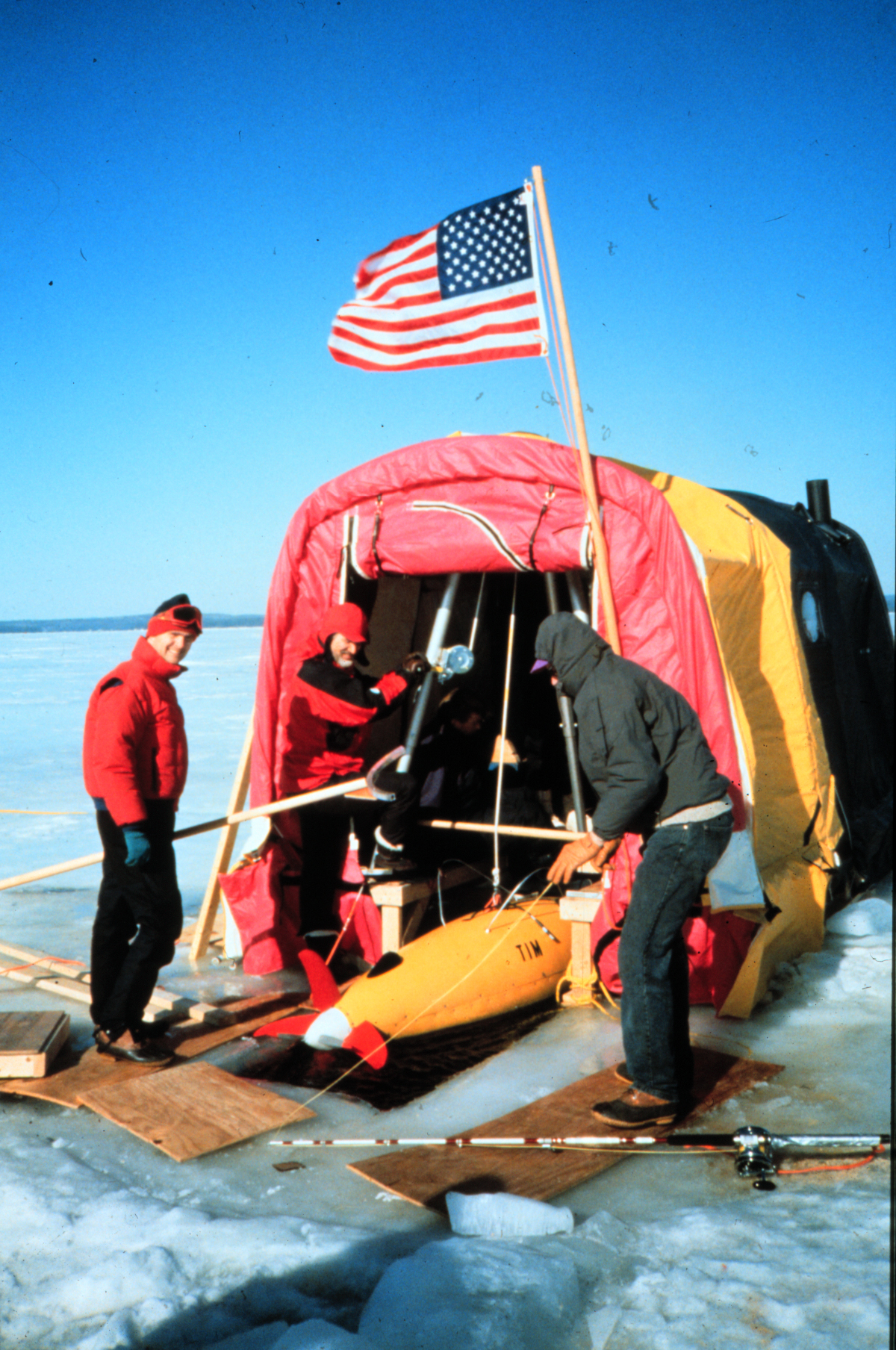
AUV Odyssey nedsänks i Lake Winnepasauke, New Hampshire.

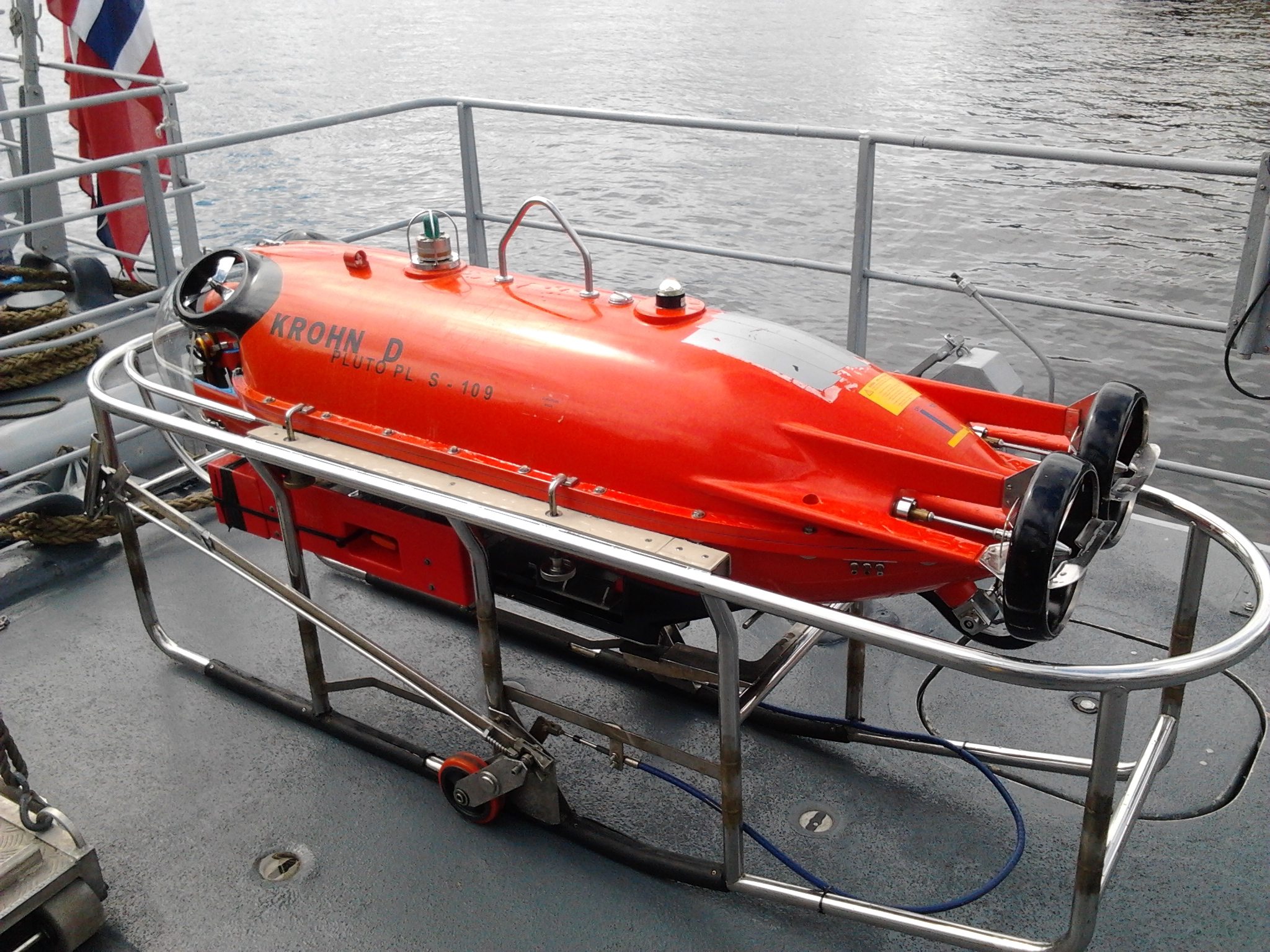
En Schweiztillverkad Pluto Plus autonom undervattensfarkost för sökning efter minor.

Autonom undervattensfarkost (autonomous underwater vehicle, AUV) eller undervattensdrönare är en slags robot som färdas under vattnet. Autonoma undervattensfarkoster ingår, liksom fjärrstyrda undervattensfarkoster (ROV), i gruppen obemannade undervattensfarkoster (UUV). Skillnaden mellan en fjärrstyrd undervattensfarkost och en autonom undervattensfarkost är att den förra styrs via en kabel av en operatör, medan den senare inte direktstyrs, utan utför ett – oftast – förprogrammerat uppdrag helt på egen hand.
Autonoma undervattensfarkoster bär ofta bottenavbildande sensorer och används bland annat för att leta efter sjöminor eller tunnor med giftigt avfall.